# 茨城県立児童センターこどもの城
茨城県立児童センターこどもの城（いばらきけんりつじどうセンターこどものしろ）は、茨城県大洗町の県内唯一の大型児童館。宿泊施設、研修室、キャンプ場、アスレチック施設などからなる。

## 歴史
前身の施設は1961年に完成した「茨城県立こどもの家」。1966年から財団法人茨城県文化福祉事業団の管理となった。
国際児童年（1979年）を機に全面改築され、1981年から茨城県立児童センターこどもの城と改称され宿泊型の大型児童館になった。
2019年度からNTTグループのテルウェル東日本が指定管理者となる。
施設の老朽化などが進んでおり、茨城県は指定管理者の了解を得て、2021年3月末で廃止することを決定している。